# Grandville (Michigan)
Grandville – miasto w Stanach Zjednoczonych, w stanie Michigan, w hrabstwie Kent.